# ژاک دوسه
ژاک دوسه (فرانسوی: Jacques Doucet‎}) قایقران قایق بادبانی اهل فرانسه بود.